# دی آگوستینی
دی آگوستینی (انگلیسی: De Agostini) شرکت هلدینگ ایتالیایی است، که در سال ۱۹۰۱ توسط جیوانی دی آگوستینی تأسیس شد.